# Sandhedsserum
Sandhedsserum er  betegnelsen for forskellige lægemidler, der tidligere har været anvendt ved afhøringer eller i psykiatrien ved undersøgelse af visse psykiatriske patienter med henblik på nedsættelse af deres hæmninger. Kemiske stoffer som scopolamin og forskellige psykofarmaka har været anvendt.
Fælles for disse stoffer er, at de sløver centralnervesystemet og svækker dømmekraften – den samme virkning som alkohol. Men netop det forhold, at dømmekraften svækkes og fantasien stimuleres gør, at nytten af brugen af sandhedsserum har været og er stærkt omdiskuteret.
Nyere forsøg har vist, at forsøgspersoner, der har været påvirket af ”sandhedsserum”, er lige så tilbøjelige til at fortælle en løgn som sandheden.
Fra 1950'erne eksperimenterede CIA med en række stoffer, der virkede som bedøvelsesmidler. Formålet var at finde frem til et stof, der kunne anvendes på fremmede agenter for at få dem til at røbe hemmeligheder. Forsøgene blev standset i 1970'erne, da det kom frem, at nogle forsøgspersoner var døde under forsøg, hvor blandt andre stoffer som LSD indgik.